# میر محسن نواب
میر محسن نواب قره‌باغی (ترکی آذربایجانی: Mir Möhsün Nəvvab) (زادهٔ ۱۸۳۳ در شوشی – درگذشتهٔ ۱۹۱۸ در شوشی) یک هنرمند اهل جمهوری آذربایجان بود که در فرهنگ مردم آذری جایگاه والایی دارد و آخرین نمایندهٔ سبک سنتی در علوم، هنرها و ادبیات آذربایجان تلقی می‌شود.

## اوایل زندگی
میر محسن نواب در سال ۱۸۳۳ در شهر شوشی چشم به دنیا گشود. او تمام عمرش را در زادگاه خود گذراند. زندگی‌نامه و آثار او جلوه دهنده دوره تاریخی است، که آذربایجان گرایش‌ها و روندهای قدیم و تازه در فرهنگ و سبک زندگی مردم خود را تجربه می‌کرده‌است. اگرچه میر محسن نواب مقید به تمایلات سنتگرایی را در زمینه هنر بود، ولی در جامعه قره‌باغ کوهستانی به عنوان مردی ترقی خواه شناخته می‌شد، که مشارکت فراوانی در راستای افزایش سطح سواد آموزی و پیشرفت فرهنگ و هنر در این منطقه از خود نشان داد.

## فعالیت هنری
میر محسن نواب اولین سازنده تایپوگرافی در قره‌باغ بود، که نخستین تایپوگرافی در سرزمین آذربایجان به حساب می‌آید. او اشعار شعرای قرهباغ را به چاپ رسیانید و اقدام به توزیع مجانی آن‌ها بین مردم منطقه کرد. میر محسن نواب مؤسس دومین جامعه ادبی به اسم «مجسل فراموش شدگان» و اولین مدرسه موسیقی موسوم به «مجلس خوانندگان» در آذربایجان تلقی می‌گردد.
میر محسن نواب در طول عمرش بالغ بر ۲۰ کتاب اختصاصی در چند عرصه علم و هنر به تألیف درآورد. او همچنین مؤلف کتاب «توضیح ارقام» است، که اطلاعات مفصل و موثقی درمورد موسیقی مقامی و سایر آهنگ‌های رایج در قره‌باغ در آن محدوده زمانی ارائه می‌دهد. او همچنین منشأ و طرز و چندوچون اجرای آن‌ها را در کتاب یادشده شرح می‌دهد. میر محسن نواب همچنین کتابی تحت عنوان «تذکیره نواب» تنظیم کرد، که به خوانندگان حجم وسیعی اطلاعات راجع به حدوداً ۱۰۰ سراینده و نویسنده اهل قره‌باغ ارائه می‌دهند.
میر محسن نواب درکنار این فعالیت‌ها، به نقاشی نیز می‌پرداخته‌است. او علاوه بر اینکه آثار و نوشته‌های خود را با تصاویر و پرترههای رنگارنگ خود می‌آراست، همچنین مشغول به تزیین نمای داخلی ساختمانها با استفاده از زیور آلات مختلف بود. تا اشغال شهر شوشی توسط ارمنستان در سال ۱۹۹۲، بسیاری از تزیینات روی دیوارها که او در خانه محل اقامت خود، منارههای مسجد جامع گوهریه یوخاری و نیز مدرسه ای که تحصیل گرفته بود، محافظت شده و پابرجا بود.
میر محسن نواب در سال ۱۹۱۸ در شهر شوشی دار فانی را وداع گفت.